# Jan Karel van Beecq
Jan Karel van Beecq (Amsterdam, 1638 - aldaar, 19 mei 1722) was een Nederlands kunstschilder uit de Gouden Eeuw die gespecialiseerd was in zeegezichten. Hij was sinds 1681 lid van de Koninklijke Academie voor Beeldhouw- en Schilderkunst in Parijs.

## Biografie
Van Beecq werd volgens documenten van de Koninklijke Academie voor Beeldhouw- en Schilderkunst in Parijs, waar hij lid van was, geboren in 1638 te Amsterdam. Zijn vroegst bekende werk, een zicht over Antwerpen, stamt uit 1673. Zijn schilderijen verbeelden meestal oorlogsschepen, zeeslagen of scènes van havens met klassieke gebouwen aan de waterkant.

### Engeland
In de periode van 1672 tot 1679 verbleef  Van Beecq in Engeland, waarschijnlijk op uitnodiging van koning Karel II.
Het National Maritime Museum in Greenwich telt enkele werken van hem: The Royal Prince before the Wind, (1679) en Shipping in an Estuary (1701), zijn laatst bekende werk.

### Frankrijk

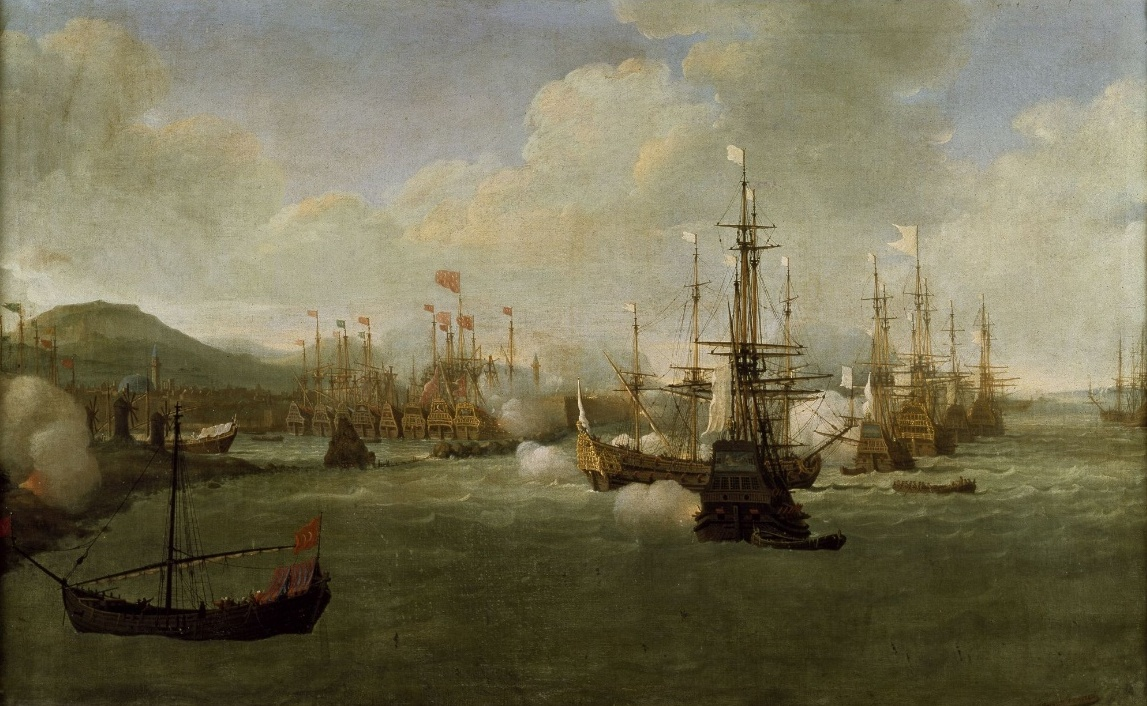
Blokkade en bombardement bij Chios in 1681, Musée national de la Marine (Parijs).

Van Beecq was actief in Parijs in juli 1680, toen hij een schilderij op de Koninklijke Academie voor Beeldhouw- en Schilderkunst presenteerde, waarvan hij op 26 april 1681 lid werd. Hij verbleef in Frankrijk tot 1714, vaak onder de naam Jean-Charles-Dominique van Beeq.
In 1685 kwamen vier schilderijen van Van Beecq in het nieuwe paleis van koning Lodewijk XIV in Marly-le-Roi te hangen. Daartoe behoorde Blokkade en bombardement bij Chios in 1681. 
Van Beecq werd verbannen uit de academie in 1694 en ontnam hem de prestigieuze titel van peintre du roi (''schilder van de koning''). In 1697 werd hij echter weer toegelaten tot de academie, waar hij tot in 1701 lid van bleef.
- Biografisch Portaal: 23716546
- Digitale Bibliotheek voor de Nederlandse Letteren: beec023
- Gemeinsame Normdatei: 1011425130
- International Standard Name Identifier: 0000 0001 1948 5747
- Library of Congress Control Number: nr91043031
- Nederlandse Thesaurus van Auteursnamen: 363962948
- RKD-Nederlands Instituut voor Kunstgeschiedenis: 5592
- Union List of Artist Names: 500023322
- Virtual International Authority File: 36776740
- WorldCat: E39PBJvMyPFYwdhpCqb6QFQpfq